# 共同—联合我们能

共同—联合我们能标志

共同—联合我们能（缩写为Podemos-EU），简称共同（En Común），通称共同加利西亚（Galicia en Común），是西班牙加利西亚自治区历史上的一个左翼选举联盟。
该联盟成立于2019年4月，由我们能、联合左翼、革新—民族主义兄弟会和生态组成。在2019年4月西班牙大选后，该联盟在众议院组成“共同的加利西亚”次党团，隶属于联合我们能党团。同年9月3日，该联盟在加利西亚议会组成“左翼共同团体”党团。在2019年11月西班牙大选前，“生态”退出该联盟，转而加入“更多国家”联盟。革新—民族主义兄弟会在4月大选和11月大选中均以难以达成建立选举“广泛阵线”的协议为由，拒绝以联盟的名义参选。2023年，该联盟解散。
该联盟的众议院发言人是约兰达·迪亚斯，加利西亚议会发言人是Manuel Lago。该联盟被认为是联合我们能在加利西亚的分支。